# Missão Brasil São Paulo Leste
Missão Brasil São Paulo Leste é uma área geográfica delimitada pela Igreja de Jesus Cristo dos Santos dos Últimos Dias para subdividir as 350 organizações missionárias pertencentes à igreja. A Missão Brasil São Paulo Leste é sediada em São Paulo, no bairro de Belenzinho, e abrange todas as cidades do leste de São Paulo. 
A missão conta com cerca de 200 alas e ramos e 10 estacas. O Templo de São Paulo é o templo da região.